# 克拉特斯
克拉特斯（前365年—前285年），犬儒派哲学家，底比斯的阿斯康达斯之子。初在雅典学习麦加拉学派哲学，但受锡诺普的第欧根尼的影响，转而信奉犬儒派哲学。他决意与其有共同哲学信仰的妻子希帕尔基亚一起过漂泊而贫困的生活。